# Schupfnudel

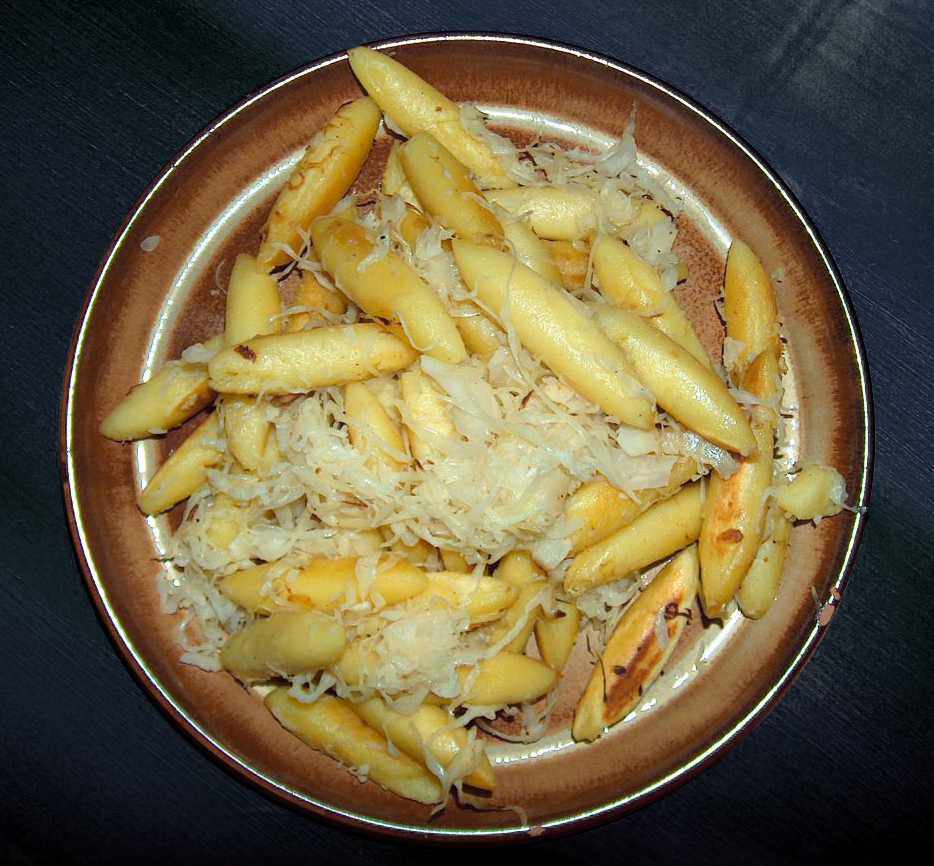
Schupfnudeln mit Sauerkraut

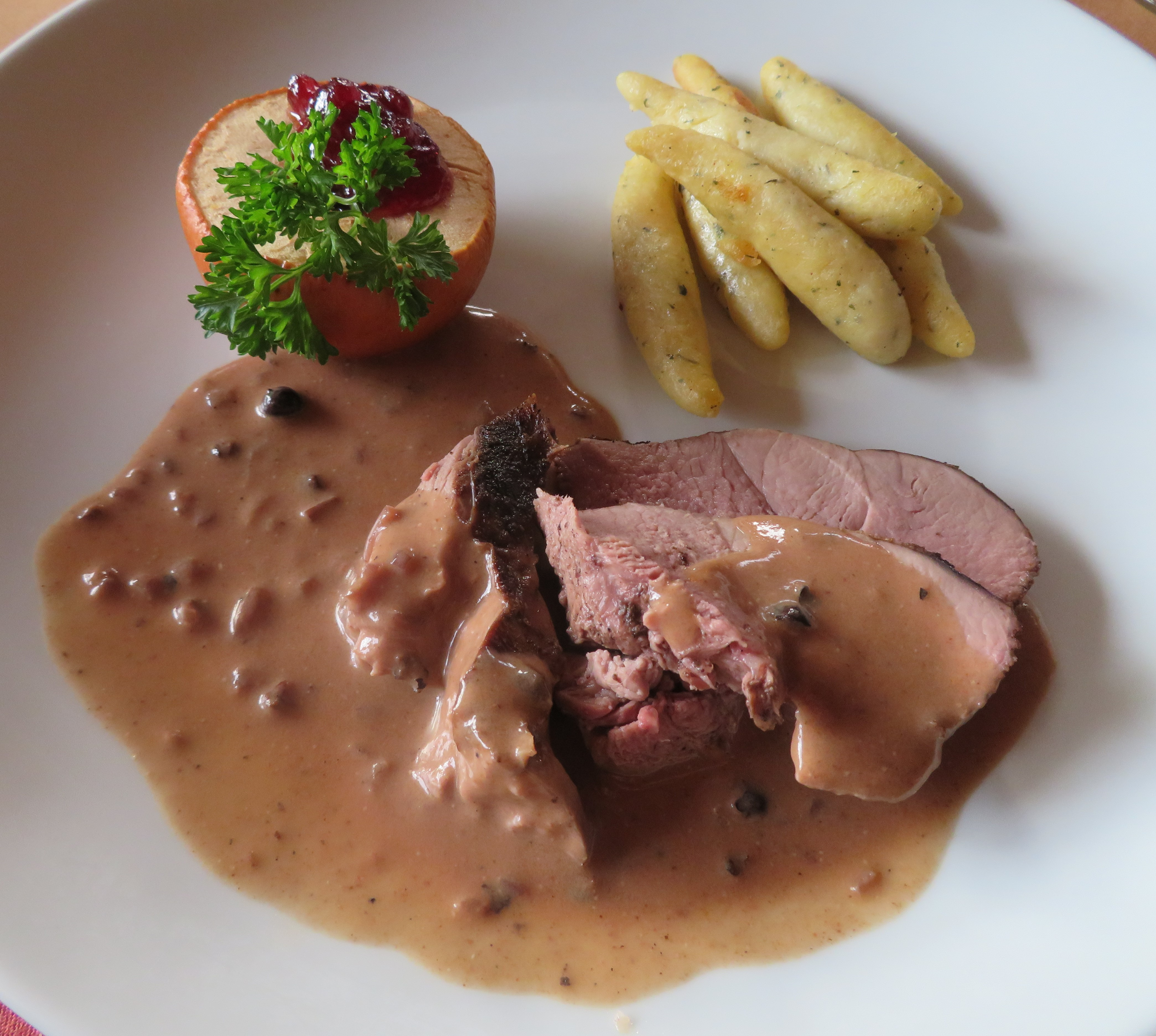
Schupfnudeln als Beilage zu Rehkeule in Wacholderrahmsauce

Schupfnudeln, Fingernudeln oder Skubanki {Škubánky} sind ein Gericht aus der tschechischen, süddeutschen und österreichischen Küche, das es in regional verschiedenen Namen, Rezepten und Variationen aus Roggen- und Weizenmehl, Ei sowie seit der Einführung der Kartoffel im 17. Jahrhundert auch mit Kartoffelteig gibt. Traditionell werden sie von Hand geformt. Sie werden häufig mit Sauerkraut serviert, es gibt aber zahlreiche, auch süße Variationen. Sie sind vergleichbar mit den Nocken (italienisch gnocchi).

## Etymologie
Das Wort „Nudel“ war ursprünglich eine Abwandlung von Knödel (vgl. auch Dampfnudel) und somit Teil eines großen Stamms deutscher Wörter, die mit dem Laut kn- eine Verdickung ausdrücken (Knoten, Knolle, Knospe, Knauf, Knopf, Klüpfel). Der Name Schupf- oder Fingernudel bezieht sich auf Formung und Aussehen der Nudel, nicht auf deren Zusammensetzung. Schupf kommt von schupfen in der landschaftlichen Bedeutung „rollen, wälzen“.

## Entstehung
Schupfnudeln waren als Gericht der Landsknechte bereits während des Dreißigjährigen Krieges bekannt: Die Soldaten formten aus der ihnen zugeteilten Mehlration und Wasser längliche Nudeln, die sie dann zubereiteten. Mit Import und Anbau der Kartoffel im 17. Jahrhundert in Deutschland wurde das Rezept erweitert, und es entwickelten sich je nach Region unterschiedliche Rezepte und Zubereitungsarten. Schriften des 18. und 19. Jahrhunderts berichten von Schupfnudeln (auch Schubnudeln, Schoppnudeln oder Schopfnudeln), die nicht nur zum menschlichen Verzehr hergestellt wurden, sondern auch für die Geflügelmast. Es wurden fingerdicke Teigwürstchen bereitet und den Gänsen, Enten oder Kapaunen in den Hals geschoben, um sie fett zu mästen. Auch die Fingernudeln sind seit dem 18. Jahrhundert in Schriften zu finden.

## Regionale Bezeichnungen

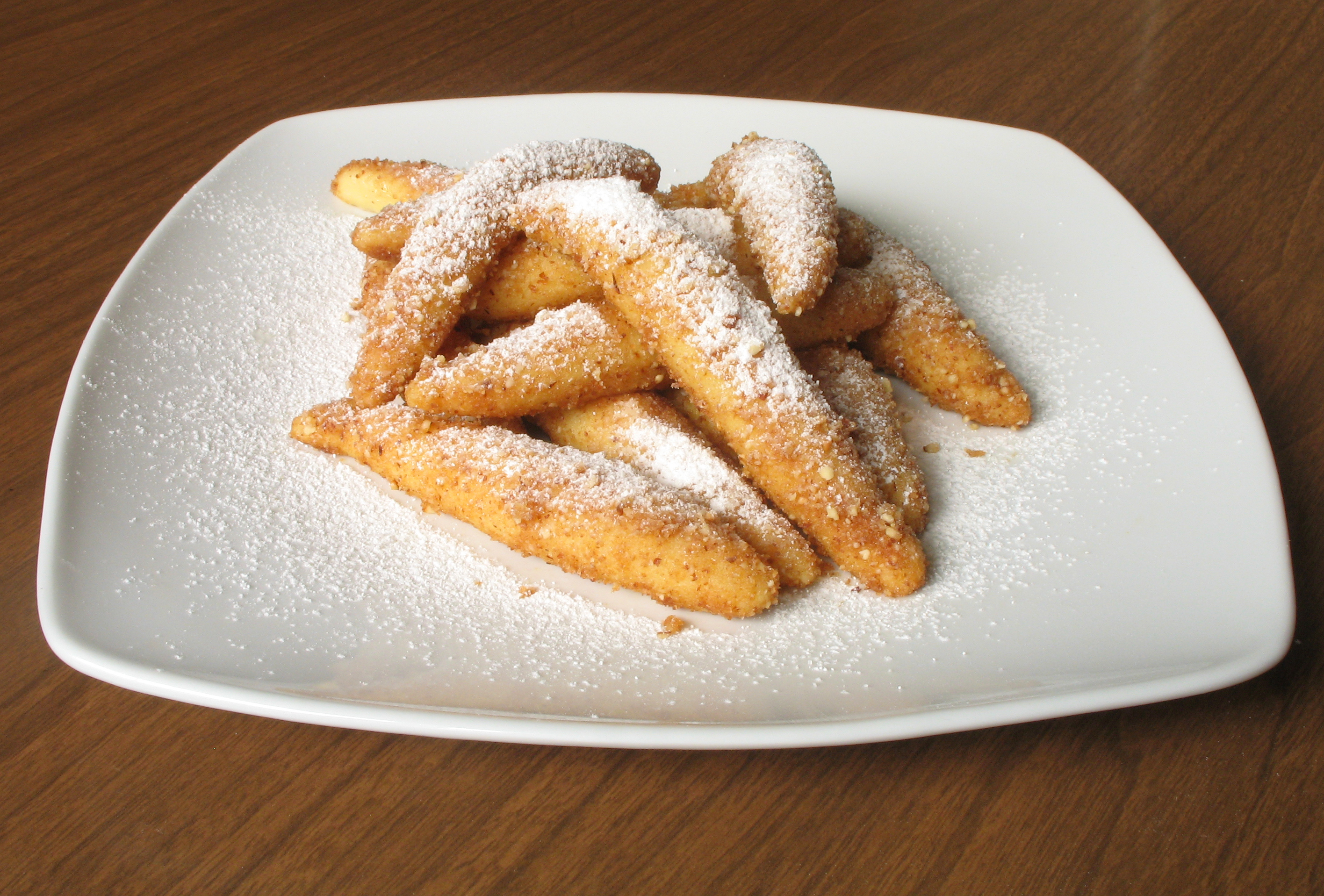
Schupfnudel, süße Variante mit Butterbröseln und Puderzucker

Schupfnudeln sind in der badischen und schwäbischen Küche verbreitet. In der schwäbischen und alemannischen Küche beheimatet ist auch die alternative Bezeichnung Bubespitzle (wegen der Ähnlichkeit der Nudeln mit einem Knabenpenis) und Baunzen.
In der altbayerischen Küche werden die Schupfnudeln ebenfalls Schupfnudeln, aber auch Fingernudeln, Dràdewixpfeiferl oder Kartoffel- bzw. Erdepfebaunkerl genannt, in der Oberpfalz auch Schopperla bzw. Schoppalla.
In der Küche Vorarlbergs sind Schupfnudeln überwiegend als Grumpieranüdile bekannt.
Im Odenwald heißen Schupfnudeln Krautnudeln, in der Pfalz Buwespitzle, ähnlich einer Bezeichnung in der alemannischen Küche (siehe oben).
Die in Franken beliebten Bauchstecherla sind vergleichsweise dünn und spitz.
Vom Einsatz der Kartoffelpresse leitet sich die Benennung Stöpferle ab, gebräuchlich im unterfränkischen Würzburg und im fränkischen Teil Nordbadens.
In der österreichischen, der böhmischen und bisweilen auch in der altbayerischen Küche werden Schupfnudeln süß als Mohnnudeln, bzw. Schulanky, tschechisch als Šulánky und Škubánky (Pl.) serviert.

## Zubereitung
Es gibt kein universell authentisches Rezept, sondern nur viele stark unterschiedliche regionale Zubereitungsarten, oft mit universellem Anspruch auf Originalität und Authentizität.
Diese Vielfalt schlägt sich auch in der Fachliteratur nieder. So schreibt der große Duden etwa, die Schupfnudel sei „in Fett gebacken,“ während Ludwig Zehetner in seinem bayrischen Wörterbuch meint, sie würden „in Salzwasser gekocht“.
Ein einfaches Rezept verwendet für den Teig nur Roggenmehl und Wasser. Für den Teig können daneben aber auch Kartoffelteig (Kartoffelpüree), Weizenmehl, Salz und Ei verwendet werden. Aus dem Teig rollt man meist eine lange, dünne Wurst, schneidet sie in Stücke und formt mit der Hand die Enden zu Spitzen. Die genaue Form kann sich unterscheiden; oberschwäbische Schupfnudeln etwa sind eher dünn und lang. Kleinster gemeinsamer Nenner ist allein, dass die Nudeln mundgerechte Größe haben. Danach werden sie wenige Minuten in Wasser gekocht oder frittiert, können aber auch in der Pfanne gebraten werden.
Anschließend werden die Schupfnudeln auf unterschiedliche Art serviert, häufig indem sie in einer Pfanne angebraten werden, etwa in Salbeibutter, mit Sauerkraut und fein gewürfeltem, geräuchertem Speck gebraten, oder süß mit Mohn oder Zucker und Zimt. Auch Apfelmus wird zu Schupfnudeln gegessen. Die relativ geschmacksneutralen Nudeln sollen das Aroma der anderen Zutaten aufnehmen. Sie können sowohl Beilage als auch Hauptbestandteil eines Gerichtes sein.